# Шевченко (Барский район)
Шевченко (укр. Шевченка) — село на Украине, находится в Барском районе Винницкой области.
Код КОАТУУ — 0520281812. Население по переписи 2001 года составляет 550 человек. Почтовый индекс — 23055. Телефонный код — 4341.
Занимает площадь 2,947 км².

## Адрес местного совета
23013, Винницкая область, Барский р-н, пгт Копайгород.